# Kollóttadyngja
Kollóttadyngja ist ein Schildvulkan von 1177 m Höhe im Nordosten von Island.

## Name
Der Name bedeutet zu Deutsch „kahler Schildvulkan“.

## Lage
Der Vulkan befindet sich im Lavafeld Ódáðahraun im unbewohnten Hochland von Island nördlich des großen Gletscherschilds Vatnajökull und nicht weit entfernt von Askja, zu deren Vulkansystem er gehört, und Herðubreið.

## Beschreibung
Der Vulkan hat einen beträchtlichen Durchmesser von 6–7 km, was typisch für Schildvulkane ist. Auf dem Gipfel befindet sich eine kleine Caldera mit einem Durchmesser von 800 m bei 20 – 39 m Tiefe und einem zentralen Krater von 150 m Durchmesser bei 60–70 m Tiefe.
Der Schildvulkan gehört zum Spaltensystem der Askja.